# Джорджтаун (Луїзіана)
Джорджтаун (англ. Georgetown) — селище (англ. village) в США, в окрузі Ґрант штату Луїзіана. Населення — 277 осіб (2020).

## Географія
Джорджтаун розташований за координатами 31°45′31″ пн. ш. 92°22′49″ зх. д. / 31.75861° пн. ш. 92.38028° зх. д. (31.758579, -92.380308).  За даними Бюро перепису населення США в 2010 році селище мало площу 3,37 км², з яких 3,36 км² — суходіл та 0,01 км² — водойми.

## Демографія
Згідно з переписом 2010 року, у селищі мешкало 327 осіб у 122 домогосподарствах у складі 90 родин. Густота населення становила 97 осіб/км².  Було 143 помешкання (42/км²).
Расовий склад населення:
| - 96,3 % — білих - 2,1 % — корінних американців - 0,3 % — чорних або афроамериканців |

До двох чи більше рас належало 1,2 %. Частка іспаномовних становила 1,5 % від усіх жителів.
За віковим діапазоном населення розподілялося таким чином: 32,7 % — особи молодші 18 років, 55,1 % — особи у віці 18—64 років, 12,2 % — особи у віці 65 років та старші. Медіана віку мешканця становила 30,8 року. На 100 осіб жіночої статі у селищі припадало 94,6 чоловіків;  на 100 жінок у віці від 18 років та старших — 91,3 чоловіків також старших 18 років.
Середній дохід на одне домашнє господарство  становив 59 761 долар США (медіана — 48 636), а середній дохід на одну сім'ю — 66 521 долар (медіана — 57 500). За межею бідності перебувало 28,6 % осіб, у тому числі 33,1 % дітей у віці до 18 років та 29,2 % осіб у віці 65 років та старших.
Цивільне працевлаштоване населення становило 133 особи. Основні галузі зайнятості: освіта, охорона здоров'я та соціальна допомога — 23,3 %, сільське господарство, лісництво, риболовля — 15,0 %, транспорт — 11,3 %, публічна адміністрація — 11,3 %.